# Vruda
Vruda (en rus: Вруда) és un poble (un possiólok) de l'óblast de Leningrad, a Rússia, que el 2017 tenia 298 habitants, pertany al districte de Vólossovo.